# Брод (община Новаци)
Вижте пояснителната страница за други значения на Брод.
Брод (на македонска литературна норма: Брод; на гръцки: Μπροντ) е село в южната част на Северна Македония, община Новаци.

## География
Селото е разположено в източната част на Пелагония, на брега на река Църна, югоизточно от град Битоля.

## История
В местността Бела църква край селото са открити останки от селище от времето на неолита.
В XIX век Брод е средно голямо българско село в Битолска кааза на Османската империя. Църквата „Свети Никола“ е от 1840 година. Според статистиката на Васил Кънчов („Македония. Етнография и статистика“) от 1900 година Бродъ има 490 жители, всички българи християни.
На Етнографската карта на Битолския вилает на Картографския институт в София от 1901 година Брод е чисто българско село в Битолската каза на Битолския санджак с 61 къщи.
В началото на XX век християнското население на селото е гъркоманско под върховенството на Цариградската патриаршия. По данни на секретаря на Българската екзархия Димитър Мишев („La Macédoine et sa Population Chrétienne“) в 1905 година в Брод има 520 българи патриаршисти гъркомани. Голямото гъркоманско село е център на гръцката въоръжена пропаганда в Битолско, от който гръцките андартски чети тероризират околните български екзархийски села. Така през март 1907 година андартска гъркоманска чета от Брод и околните патриаршистки села, начело с капитан Васос Врондас и кмета на Брод Константин напада и изгаря съседното българско село Бач.
При избухването на Балканската война в 1912 година 2 души от Брод са доброволци в Македоно-одринското опълчение.
По време на българското управление във Вардарска Македония през Първата световна война Брод е център на община в Битолска селска околия и има 500 жители. В околностите на село Брод се развива една от най-ожесточените битки на Българската армия през Първата световна война, останала в историята като Битката при завоя на Черна.
Според преброяването от 2002 година селото има 57 жители, всички северномакедонци.
| Националност     | Всичко |
| северномакедонци | 57     |
| албанци          | 0      |
| турци            | 0      |
| роми             | 0      |
| власи            | 0      |
| сърби            | 0      |
| бошняци          | 0      |
| други            | 0      |

## Личности
Родени в Брод
- Александър Марковски (1923 - 1944), български военен и югославски партизанин
- Михаил, деец на ВМОРО[9]
- Петре Димовски (р. 1946), северномакедонски писател

Починали в Брод
- Апостол Георгиев Джонджоров, български военен деец, поручик, загинал през Първата световна война[10]
- Господин Вълков Славов, български военен деец, капитан, загинал през Първата световна война[11]
- Димитър Лазаров Бояджиев, български военен деец, подпоручик, загинал през Първата световна война[12]
- Иван Михов Караминков, български военен деец, подпоручик, загинал през Първата световна война[11]
- Михаил Драгиев Караджов, български военен деец, капитан, загинал през Първата световна война[13]
- Михаил Михайлов Дързов, български военен деец, поручик, загинал през Първата световна война[11]
- Павел Попстоянов, български военен деец, поручик, загинал през Първата световна война[11]
- Петър Петев Радичев, български военен деец, подпоручик, загинал през Първата световна война[11]